# Stratuz
Stratuz je venezuelská doom/death metalová kapela z Caracasu založená roku 1984 nebo 1985. Je to první venezuelská skupina hrající death metal.
V roce 1994 vyšla split nahrávka In Nomine... / Grotesque Death (společně s krajany Noxious), která zaznamenala kladný ohlas i v zahraničí. V roce 2006 se kapela rozpadla, znovu se obnovila v roce 2019.

## Diskografie
Dema
- Rehearsal tape '88 (1988)
- In Nomine... (1993)
- Stratuz (Live) (1993)
- Without Original Sin (2006)

Studiová alba
- In Nomine... (1994)
- The Last Angel (1999)
- Spirit Seduction (2000)
- Osculum Pacis (2022)

Singly
- Dawn (2021)
- Caelibatus (2022)

Split nahrávky
- In Nomine... / Grotesque Death (1994) – společně s venezuelskou kapelou Noxious